# Whatever Works
Whatever Works är en amerikansk komedifilm från 2009 regisserad av Woody Allen med Larry David i huvudrollen.

## Rollista (urval)
| Larry David       | – Boris Yelnikoff           |
| Evan Rachel Wood  | – Melodie St. Ann Celestine |
| Patricia Clarkson | – Marietta Celestine        |
| Henry Cavill      | – Randy Lee James           |
| Michael McKean    | – Joe                       |
| Conleth Hill      | – Leo Brockman              |
| Olek Krupa        | – Morgenstern               |
| Ed Begley Jr.     | – John Celestine            |